# 三室川ダム

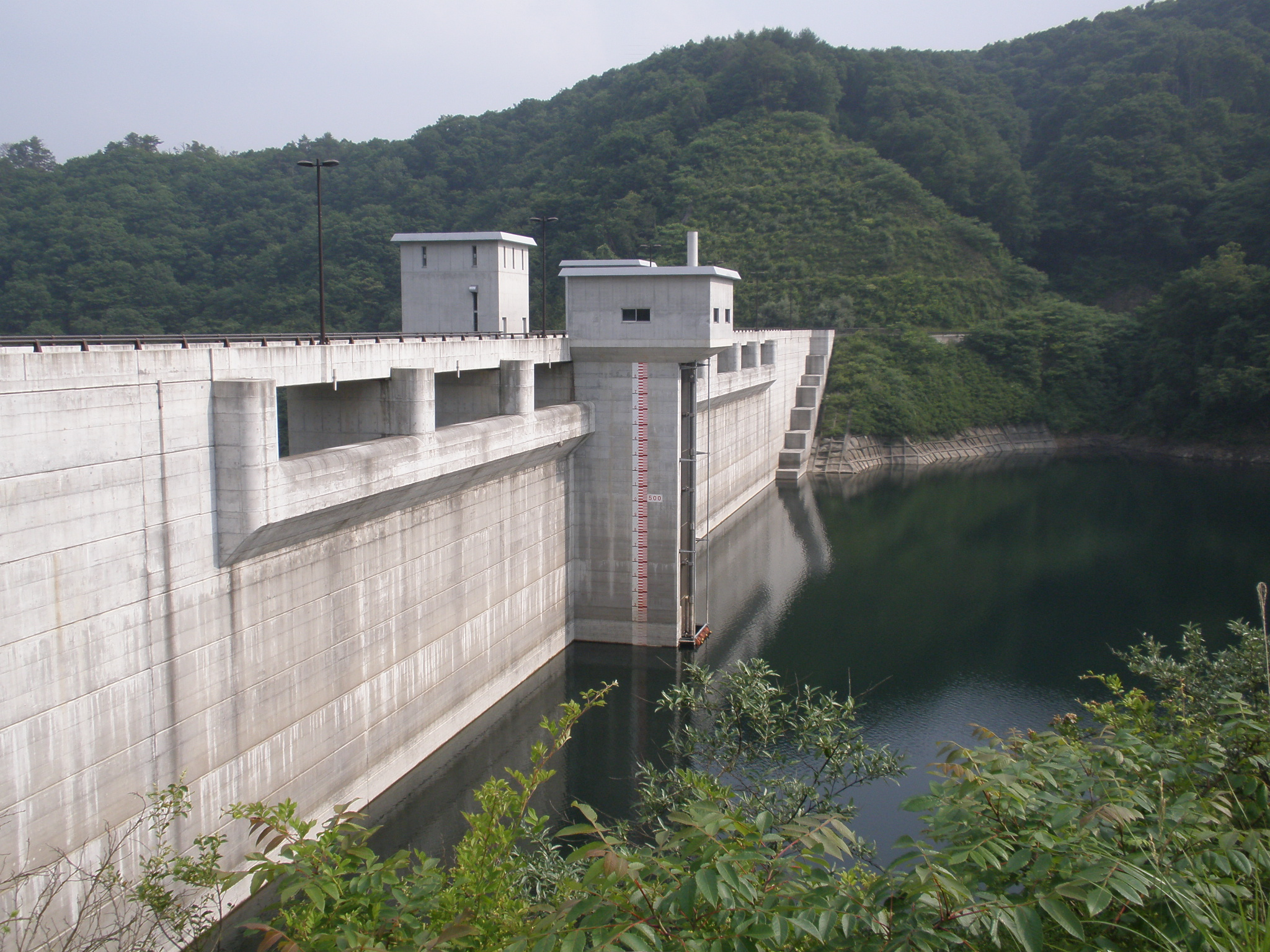
しゃくなげ湖

三室川ダム（みむろがわダム）は、岡山県新見市にある高梁川水系西川支流の三室川に建設されたダムである。

## 概要
岡山県備中県民局の高梁川ダム統合管理事務所が管理する重力式コンクリートダムであり、100年に1回発生する規模の洪水を想定した洪水調節、流水の正常な機能の維持、上水道供給、水力発電を目的とした多目的ダムである。ダムによって形成された人造湖は、ダム建設地の三室峡がシャクナゲの自生地であることからしゃくなげ湖と命名された。

## 歴史
- 1977年（昭和52年）4月 予備調査開始。
- 1987年（昭和62年）4月 実施計画調査開始。
- 1991年（平成3年）4月 建設事業に着手。
- 2000年（平成12年）7月 ダム本体建設工事起工。
- 2002年（平成14年）9月 ダム建設に伴う主要地方道足立東城線の付替工事完成。
- 2002年（平成14年）11月 ダム定礎。
- 2004年（平成16年）8月 ダム堤体コンクリート打設完了。
- 2006年（平成18年）3月 建設工事完成。
- 2006年（平成18年）4月 運用開始。

## 三室発電所
三室発電所は、三室川ダムの利水放流を活用して発電を行う県営のダム式発電所である。

### 発電所の概要
- 所在地：岡山県新見市神郷油野
- 出力：最大460kW
- 使用水量：最大1.10m3/s
- 有効落差：最大56.2m
- 発電開始：2006年4月

## たたら遺跡
中国山地では古くから砂鉄を原料にしたたたら製鉄が盛んに行われてきた。三室川ダムの水没地区でも、鎌倉時代から明治時代にかけて砂鉄採取とたたら製鉄場として発展した「大成山たたら」があった。このうち、製鉄場でできた鉄を包丁鉄という製品に仕上げる大鍛冶場2基がダム左岸に移設・保存されている。

## 周辺
- しゃくなげ展望台（毎年5月に三室峡シャクナゲまつりが開催される）